# David H. Wright
David Herdon Wright (* 11. Juli 1929 in Boston, Massachusetts; † 12. Juni 2018) war ein US-amerikanischer Kunsthistoriker und von 1963 bis 2009 Professor für Kunstgeschichte über den Zeitraum von Augustus bis zu Karl dem Großen an der University of California, Berkeley.

## Leben
Sein Spezialgebiet war die frühe christliche Kunst. Er publizierte ausgiebig über frühe christliche und heidnische Handschriften, Münzen und Skulpturen.
Er studierte an der Phillips Exeter Academy (1946), Harvard College (A. B. 1950), Harvard Graduate School of Design (1950), Harvard University (A. M. 1951), Universität München (1951–52), University of London (1953–54), Harvard University (Ph. D. 1957).
Als Hochschullehrer wirkte er an der Harvard University (1958–59), Institute for Advanced Study in Princeton (1960–61), University of California, Los Angeles (1961–62) und schließlich von 1963 bis zum Ruhestand 2009 an der University of California, Berkeley.

## Buchpublikationen
- The Vespasian Psalter (Early English Manuscripts in Facsimile, XIV), Rosenkilde and Bagger, Kopenhagen 1967
- Vergilius Vaticanus – Commentarium (Codices e Vaticanis selecti, 40), Akademische Druck- und Verlagsanstalt Graz 1984, ISBN 3-201-01147-9.
- Codicological notes on the Vergilius Romanus (Vat. lat. 3867) (Studi e testi), Biblioteca apostolica vaticana, Vatikanstadt 1992, ISBN 978-88-210-0641-8
- The Vatican Vergil: A Masterpiece of Late Antique Art, University of California Press,  Berkeley 1993, ISBN 978-0-520-07240-4. Übersetzt von Ulrike Bauer-Eberhardt: Der Vergilius Vaticanus. Ein Meisterwerk spätantiker Kunst. Akademische Druck- und Verlagsanstalt, Graz 1993,  ISBN 978-3-201-01584-4.
- The Roman Vergil and the Origins of Medieval Book Design, University of Toronto Press, London 2001, ISBN 978-0-8020-4819-6. Übersetzt von Reiner Zerbst als Der Vergilius Romanus und die Ursprünge des mittelalterlichen Buches. Belser, Stuttgart 2001, ISBN 978-3-7630-2377-6
- The Lost Late Antique Illustrated Terence (Documenti e riproduzioni, 6). Vatikanstadt 2006, ISBN 978-88-210-0781-1.